# Estación de General I. Zaragoza (Metrorrey)
La estación General I. Zaragoza es una de las estaciones principales del sistema Metrorrey debido a su ubicación. La estación se encuentra en la avenida Padre Mier que es una de las avenidas importantes del centro de la ciudad. Es una de las estaciones más transitadas ya que se encuentra en la Macroplaza, y debido a sus cercanías a la calle Morelos, el Palacio Municipal de Monterrey, al Palacio de Gobierno de Nuevo León, Santa Lucía y los museos cercanos a ella, la estación se encuentra en una de las zonas turísticas del centro de la ciudad de Monterrey. La estación toma su nombre del General Ignacio Zaragoza cual nombre antiguo de la plaza central de Monterrey antes de la construcción de la Macroplaza . El logotipo de la estación toma forma a la estatua ubicada enfrente del Palacio Municipal de Monterrey, que está representado por este genio militar mexicano - el héroe de la Batalla de Puebla - sobre su caballo. 
Es la estación terminal de la línea 2, sin embargo los trenes no finalizan su recorrido en esta estación, esto se debe a que las líneas 2 y 3 comparten viaducto, por lo cual los trenes de la línea 2 continúan después esta estación hasta la estación Hospital Metropolitano, la cual es la terminal de la línea 3. Dado que ambas líneas comparten viaducto, no se realizó ninguna obra en la estación de la línea 2 durante la construcción de la línea 3, salvo el cambio de señaléticas en la estación durante febrero de 2021.
La estación cuenta con 6 entradas dos entre la Macroplaza, dos al lado oeste de la Macroplaza entre las avenidas Padre Mier e Ignacio Zaragoza, dos más en la Macroplaza y las dos restantes al lado este entre las avenidas Padre Mier y Juan Zuazua. Desde el 20 de noviembre de 2009 la estación cuenta con conexión al sistema TransMetro, el cual se aborda en la salida derecha de las salidas del lado oeste.

## Conexión al TransMetro
- Asarco: Su punto de partida es la estación Universidad de la línea 2 y su punto de finalización es la Unidad Mederos de la UANL, atraviesa el centro de Monterrey pasando por el Pabellón Ciudadano, por la estación Padre Mier de la línea 2 y el Mercado Juárez.

## Galería

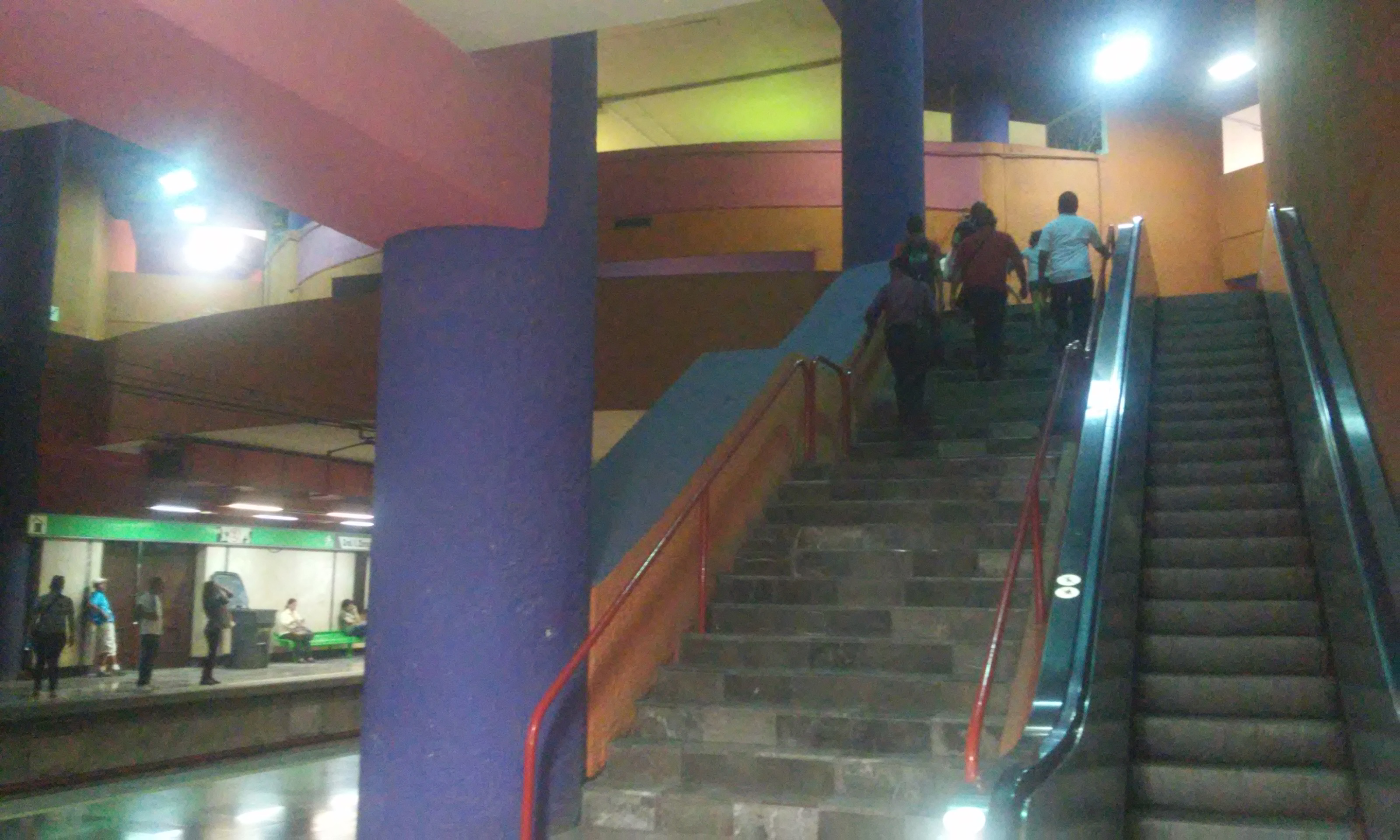
Salida de la estación.
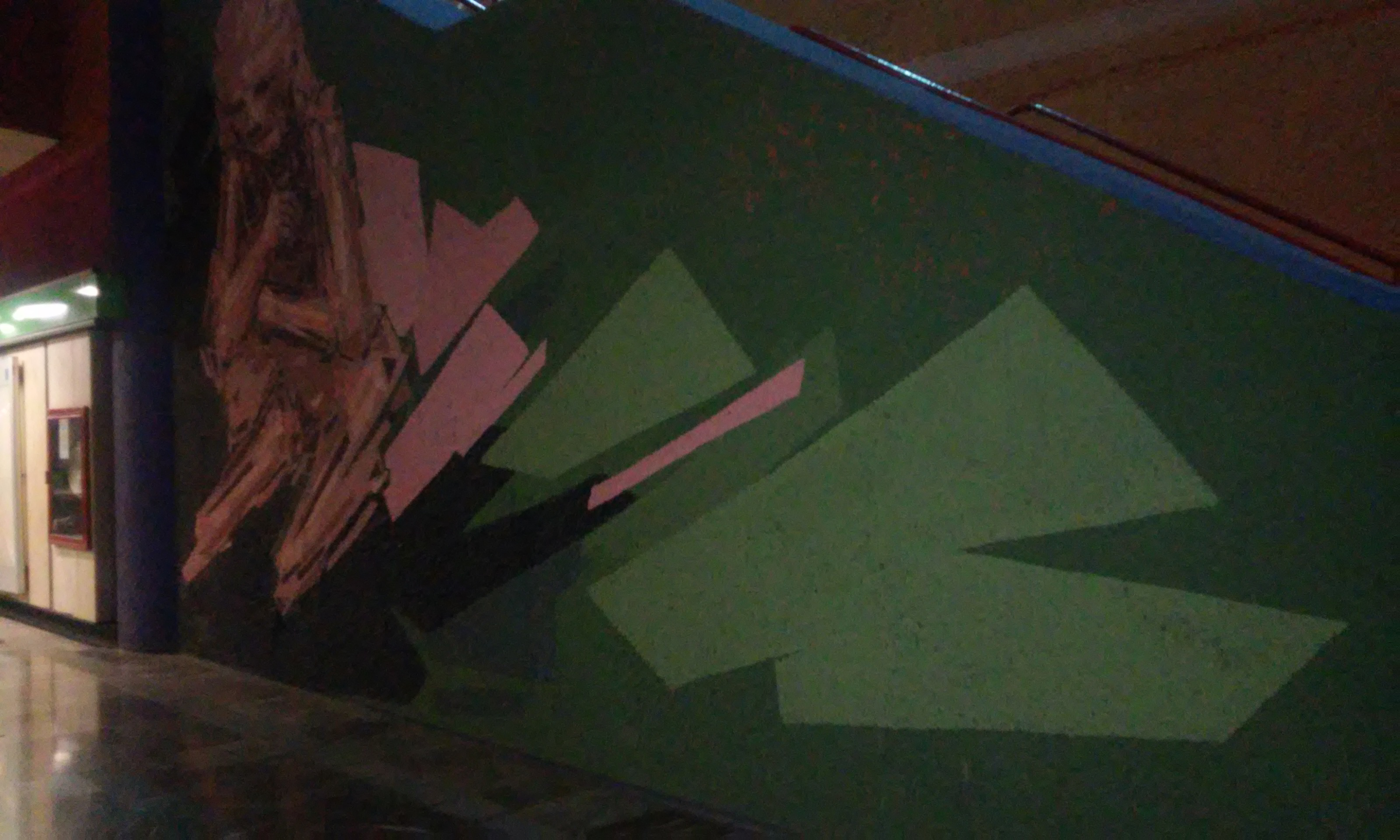
Mural en la estación Zaragoza.
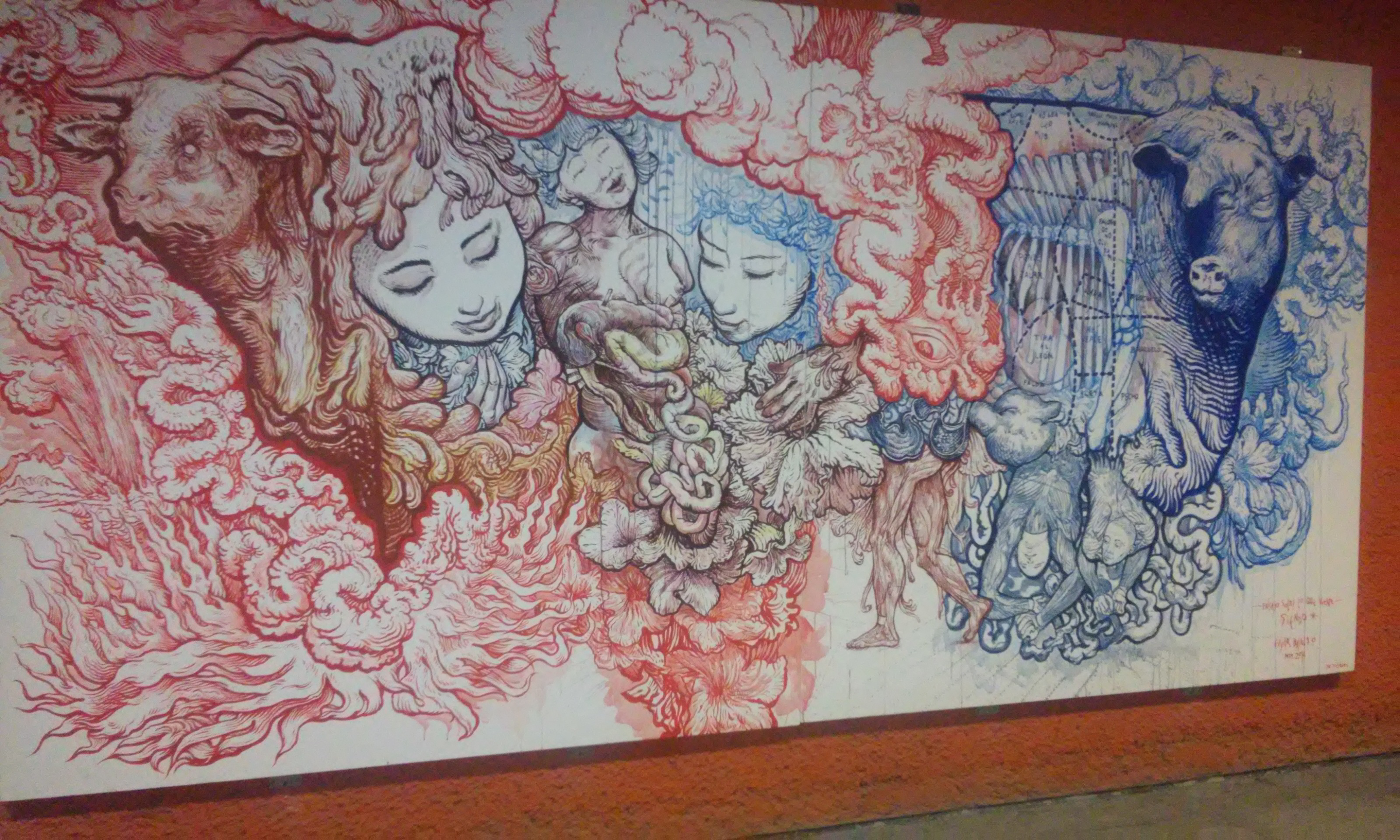
Mural en el andén de salida.
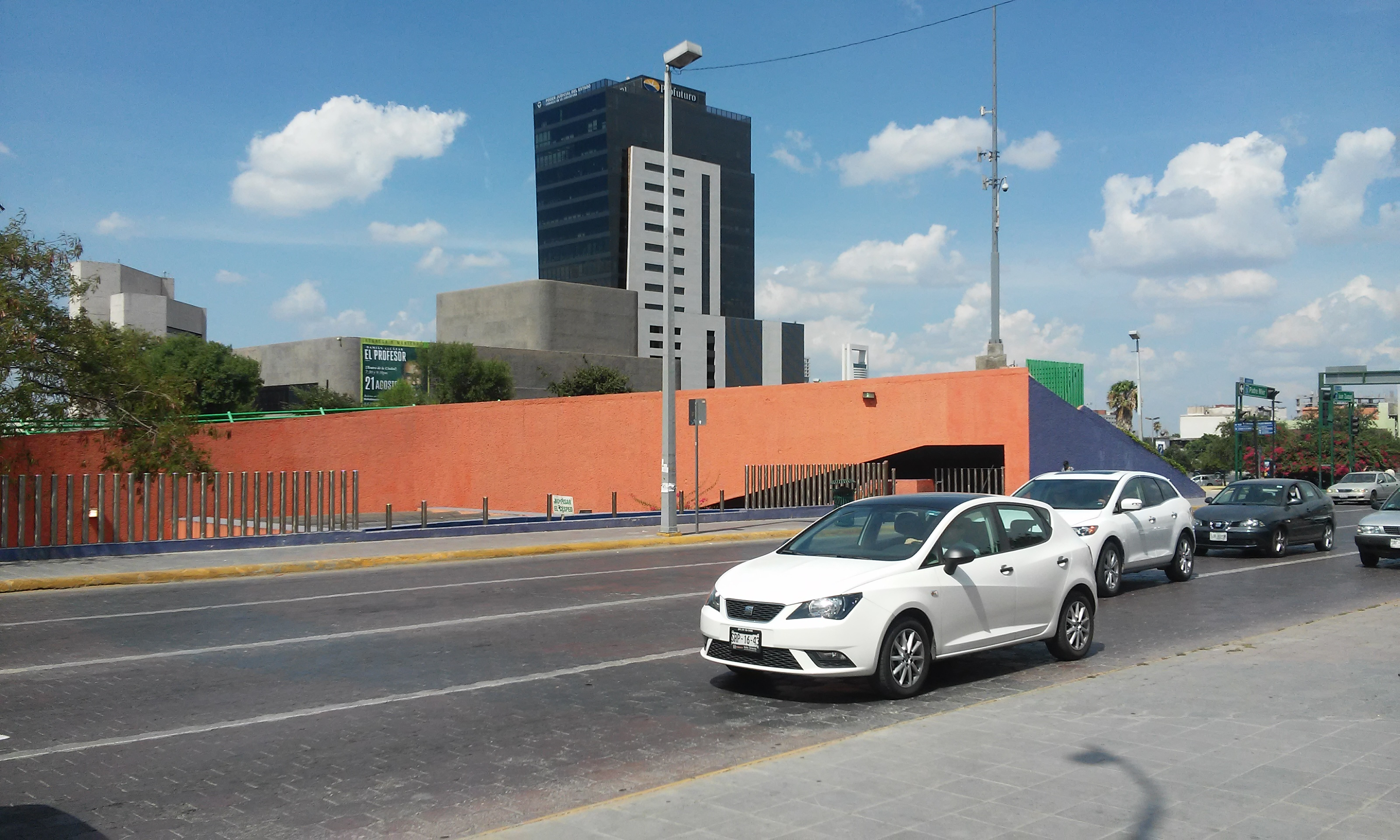
Vista exterior de la estación.
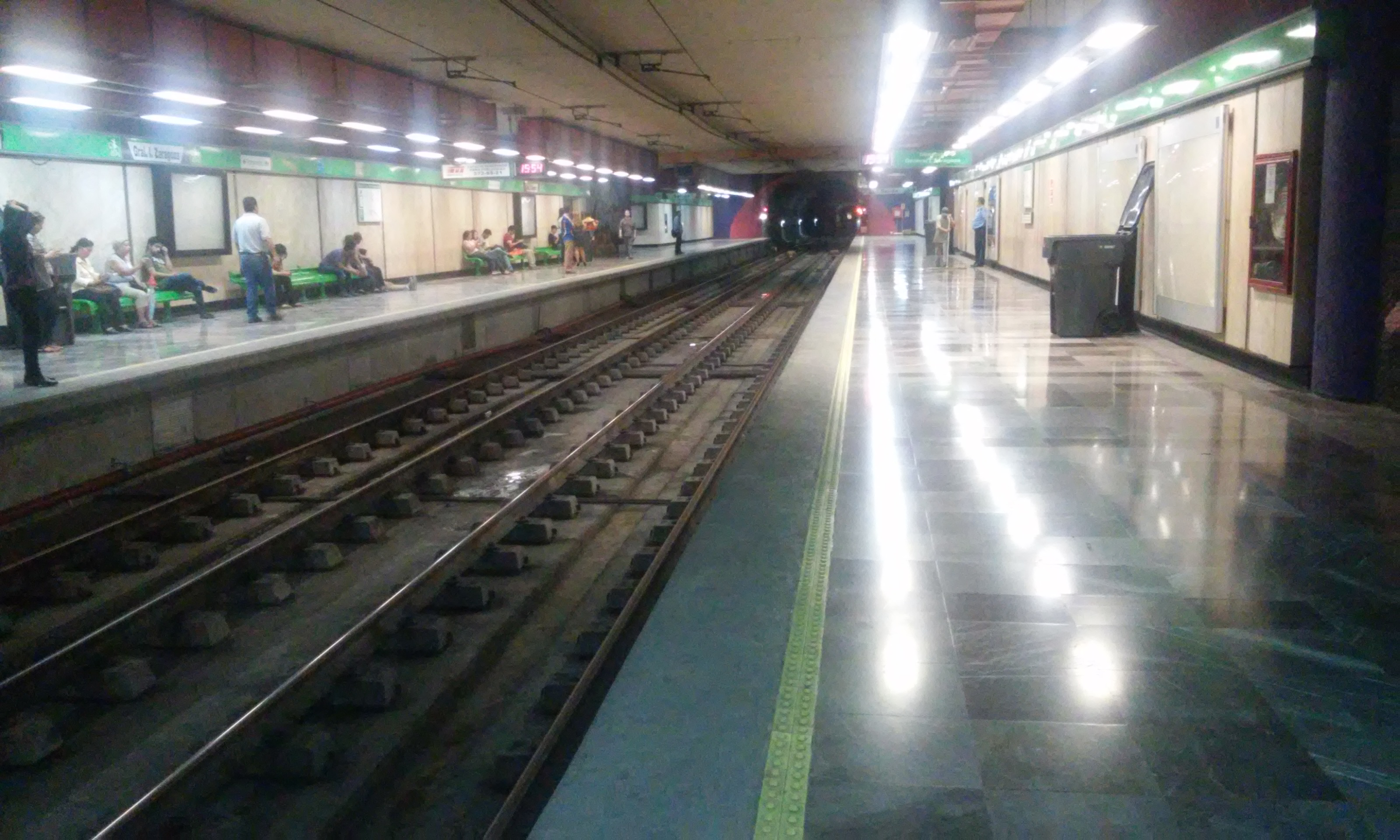
Interior de la estación.